# Cobwebs and Strange
Pistes de A Quick One
(Love Is Like a) Heat Wave Don't Look Away
Cobwebs and Strange est un morceau instrumental du groupe britannique The Who, introduit en 6e piste de leur album A Quick One de 1966.

## Genèse et enregistrement
Cobwebs and Strange, enregistré aux Pye Studios, le 29 septembre 1966,, a été écrite et composée par Keith Moon, batteur des Who.
C'est la seconde composition de Keith Moon sur A Quick One, après la chanson I Need You.
Le titre original du morceau était Showbiz Sonata.

## Composition
La mélodie de Cobwebs and Strange serait tirée d'un morceau datant de 1960 de Tony Crombies, utilisé pour la série télévisée britannique Man From Interpol. John Entwistle assure pourtant que celle-ci vient de lui. 
Keith Moon joue des cymbales et du tuba, Pete Townshend de la flûte irlandaise, Roger Daltrey du trombone et John Entwistle de la trompette,.